# Comuna de Dziadowa Kłoda
Dziadowa Kłoda (polaco: Gmina Dziadowa Kłoda) é uma gminy (comuna) na Polónia, na voivodia de Baixa Silésia e no condado de Oleśnicki. A sede do condado é a cidade de Dziadowa Kłoda.
De acordo com os censos de 2004, a comuna tem 4515 habitantes, com uma densidade 42,9 hab/km².

## Área
Estende-se por uma área de 105,14 km², incluindo:
- área agrícola: 75%
- área florestal: 18%

## Demografia
Dados de 30 de Junho 2004:
|                      | Total   | Total | Mulheres | Mulheres | Homens  | Homens |
| -------------------- | ------- | ----- | -------- | -------- | ------- | ------ |
|                      | pessoas | %     | pessoas  | %        | pessoas | %      |
| População            | 4515    | 100   | 2237     | 49,5     | 2278    | 50,5   |
| Densidade (pop./km²) | 42,9    | 100   | 21,3     | 21,3     | 21,7    | 21,7   |

De acordo com dados de 2002, o rendimento médio per capita ascendia a 1427,69 zł.

## Comunas vizinhas
- Bierutów, Namysłów, Oleśnica, Perzów, Syców, Wilków